# Eherecht (Österreich)
Mit dem Begriff Eherecht können in Österreich alle Rechtsnormen gemeint sein, die speziell für Eheleute gelten. Im engeren Sinne wird dieser Begriff jedoch nur für solche Normen genutzt, welche die Begründung und Beendigung der Ehe sowie die Beziehung der Ehepartner untereinander regeln.

## Rechtliche Grundlagen
Die wichtigsten Regelungen sind
- das Gesetz zur Vereinheitlichung des Rechts der Eheschließung und der Ehescheidung im Lande Österreich und im übrigen Reichsgebiet (Ehegesetz; EheG) vom 6. Juli 1938. Es regelt das Recht der Eheschließung und der Ehescheidung einschließlich der Scheidungsfolgen.
- das Allgemeinen bürgerlichen Gesetzbuch (ABGB) in seinem „Zweyten Hauptstück: Von dem Eherechte“ (§ 44 zum Begriff der Ehe; §§ 45 bis 46 zum Eheverlöbnis sowie §§ 89 bis 100 zu den persönlichen Rechtswirkungen der Ehe)

Am 10. Dezember 2009 verabschiedete der Nationalrat das Eingetragene Partnerschaft-Gesetz (EPG). Es ist seit 1. Jänner 2010 in Kraft. Im Steuerrecht, bei Renten- und Pensionsansprüchen werden eingetragene Partnerschaften heterosexuellen Paaren gleichgestellt, auch besteht die Möglichkeit, einen gemeinsamen Namen zu tragen.

## Heutige Gesetzeslage
Das Wesen der Ehe wird in Österreich durch § 44 ABGB definiert. In der genannten Bestimmung heißt es: Die Familien-Verhältnisse werden durch den Ehevertrag gegründet. In dem Ehevertrage erklären zwey Personen verschiedenen Geschlechtes gesetzmäßig ihren Willen, in unzertrennlicher Gemeinschaft zu leben, Kinder zu zeugen, sie zu erziehen, und sich gegenseitigen Beystand zu leisten. Somit entsprach der Ehebegriff in Österreich bis 2018 nach wie vor dem traditionellen kirchlichen Verständnis, wonach die Ehe nur zwischen Mann und Frau bestehen konnte und ausdrücklich zum Zweck der Zeugung von Kindern diente.
Ehen sind in Österreich seit dem 1. August 1938 obligatorische Zivilehen (§ 44 ABGB) und damit nur gültig, wenn sie vor dem Standesbeamten geschlossen wurden. Seit diesem Zeitpunkt haben kirchlich geschlossene Ehen keine rechtliche Relevanz mehr.
Laut § 93 Abs. 1 ABGB gilt:

„Die Ehegatten führen den von ihnen bestimmten gemeinsamen Familiennamen. Mangels einer solchen Bestimmung behalten sie ihre bisherigen Familiennamen bei.“

Falls ein gemeinsamer Familienname gewünscht ist, dann können die Ehegatten entweder einen ihrer ursprünglichen Familiennamen heranziehen oder aus beider Familiennamen (oder aus Teilen daraus) einen neuen Doppelnamen bilden. Allerdings darf ein neu gebildeter Doppelname aus höchstens zwei Teilen bestehen, die durch einen Bindestrich verbunden werden müssen.
Bis zum Jahr 2013 wurde der Name des Mannes automatisch zum gemeinsamen Familiennamen, falls nichts anderes erklärt wurde (siehe damalige Fassung des § 93 Abs. 1 ABGB).
Das österreichische Eherecht verlangt von den Ehepartnern prinzipiell das Führen eines gemeinsamen Haushalts, den gemeinsamen Erwerb, und die gemeinsame Obsorge um die ehelichen Kinder (§ 90 Abs. 1–3 Allgemeines Bürgerliches Gesetzbuch, ABGB).
Der reformierte § 91 Abs. 1 ABGB fordert:

„Die Ehegatten sollen ihre eheliche Lebensgemeinschaft, besonders die Haushaltsführung, die Erwerbstätigkeit, die Leistung des Beistandes und die Obsorge, unter Rücksichtnahme aufeinander und auf das Wohl der Kinder mit dem Ziel voller Ausgewogenheit ihrer Beiträge einvernehmlich gestalten.“

Den Ehepartnern ist es prinzipiell freigestellt, wie sie die Aufteilung der Aufgaben in der Gestaltung ihres gemeinsamen Lebens vornehmen, der Paragraph enthielt schon früher den Auftrag an die Ehepartner, ihre Lebensgemeinschaft „einvernehmlich“ zu gestalten, hinzugefügt wurde dem die Zielvorgabe der „vollen Ausgewogenheit der Beiträge“.
Dass auch nur einer der beiden Partner sich dabei „im Sinne der gerechten Neuverteilung der Arbeitsbelastung auf dieses Gesetz berufen“ kann, gibt der Abs. 2:

„Von einer einvernehmlichen Gestaltung kann ein Ehegatte abgehen, wenn dem nicht ein wichtiges Anliegen des anderen oder der Kinder entgegensteht oder, auch wenn ein solches Anliegen vorliegt, persönliche Gründe des Ehegatten, besonders sein Wunsch nach Aufnahme einer Erwerbstätigkeit, als gewichtiger anzusehen sind. In diesen Fällen haben sich die Ehegatten um ein Einvernehmen über die Neugestaltung der ehelichen Lebensgemeinschaft zu bemühen.“

Die Scheidung der Ehe ist neben der Nichtigerklärung der Ehe und der Aufhebung der Ehe eine der Möglichkeiten, die Ehe zu beenden. Österreich hat das Scheidungsrecht im Zweiten Abschnitt des EheG, das bis 1977 weitgehend gleichlautend mit dem dEheG in Deutschland war, geregelt. Von besonderer praktischer Relevanz sind die Folgen der Scheidung (insbesondere Unterhalt, Vermögensaufteilung), wobei anzumerken ist, dass es bei der Unterhaltsbemessung zum Teil auf Verschulden ankommt, jedoch die Vermögensaufteilung grundsätzlich verschuldensunabhängig ist. Es kann im Scheidungsfall prinzipiell zum Nachteil eines Partners als Verschulden gewertet werden, wenn er sich nicht an Haushalt, Versorgungsarbeit, Kindererziehung oder Erwerbstätigkeit beteiligt. Die konkrete Auslegung des Gesetzesinhalts liegt am Scheidungsrichter.

## Gesetzesänderungen
Wesentliche Veränderungen erfuhr das Ehegesetz am Ende der 1970er Jahre im Zuge der Familienrechtsreform unter Justizminister Broda, sowie Mitte der 1980er. 1999 – auch infolge der Halbe-halbe-Kampagne – wurde das Scheidungsrecht im Zweiten Abschnitt des EheG reformiert. 2009 folgt das Eingetragene Partnerschaft-Gesetz.

### 1960er
- Bundesgesetz (BG) vom 17. Februar 1960 über die Neuordnung des Rechtes der Annahme an Kindesstatt (BGBl. 1960/58)
  - Es kommt zur Erleichterung der starken Adoption, bei dem ein minderjähriges Kind adoptiert wird.
- BG vom 8. März 1967 mit dem vormundschaftsrechtliche Bestimmungen des Allgemeinen Bürgerlichen Gesetzbuches geändert werden (BGBl. 1967/122)
  - Die Ehegatten sollen bei der Vormundschaft gleichgestellt werden.

### 1970er
- BG vom 30. Oktober 1970 über die Neuordnung der Rechtsstellung des unehelichen Kindes (BGBl. 1970/342)
  - Die Stellung des unehelichen Kindes wird aufgewertet.
- BG vom 14. Februar 1973 mit dem Bestimmungen über die Geschäftsfähigkeit und Ehemündigkeit geändert werden (BGBl. 1973/108)
  - Das Volljährigkeitsalter wird auf 19 Jahre gesenkt.
- BG vom 1. Juli 1975 über die Neuordnung der persönlichen Rechtswirkungen der Ehe (BGBl. 1975/412)
  - Differenzierungen bezüglich Rechte und Pflichten, je nach Geschlecht des Ehepartners werden (größtenteils) aufgehoben.
  - Die einvernehmliche Lebensgestaltung tritt in den Vordergrund.
  - Es kommt zu einer Erweiterung der Beistandspflicht.
- BG vom 30. Juni 1977 über die Neuordnung des Kindschaftsrechts (BGBl. 1977/403)
  - Vater und Mutter sollen gleichberechtigt werden und die Anhörungspflicht des Kindes wird durchgesetzt.
- BG vom 15. Juni 1978 mit Änderungen des Ehegattenerbrechts, des Ehegüterrechts und des Ehescheidungsrechts (BGBl. 1978/280)
  - Hierin wird va. die Stellung der Frau im erbrechtlichen Rahmen verbessert.
- BG vom 30. Juni 1978 über eine Änderung des Ehegesetzes (BGBl. 1978/303)

### 1980er, 1990er
Weitere Veränderungen sollten das Regelwerk der Großen Familienrechtsreform abrunden:
- BG über die Änderung des Personen-, Ehe- und Kindschaftsrechts (BGBl. 1983/566)
- BG über die Änderung der ehenamensrechtlichen Bestimmungen im allgemeinen bürgerlichen Gesetzbuch (BGBl. 1986/97)
- BG über die Änderung des Kindschaftsrechts (BGBl. 1989/162)
- BG über die Gleichstellung des unehelichen Kindes im Erbrecht und die Sicherung der Ehewohnung für den überlebenden Ehegatten (BGBl. 1989/656)
- BG mit dem das allgemeine bürgerliche Gesetzbuch, das Ehegesetz, das Außerstreitgesetz, das Personenstandsgesetz, das Namensänderungsgesetz und das Gerichtsgebührengesetz geändert werden (BGBl. 1995/25)
- BG mit dem das allgemeine bürgerliche Gesetzbuch, das Ehegesetz, das Außerstreitgesetz, die Zivilprozessordnung, die Exekutionsordnung und die Strafprozessordnung geändert werden (BGBl. 1999/125)

### 2000 bis heute
- Eingetragene Partnerschaft-Gesetz (EPG).[2][3] (BGBl. 135/2009)
- Der Verfassungsgerichtshof hat mit Erkenntnis vom 4. Dezember 2017, G 258-259/2017-9 die Wortfolge „verschiedenen Geschlechtes“ in § 44 des Allgemeinen bürgerlichen Gesetzbuches und im Bundesgesetz über die eingetragene Partnerschaft (Eingetragene Partnerschaft-Gesetz – EPG) die Wortfolgen „gleichgeschlechtlicher Paare“ in § 1, „gleichen Geschlechts“ in § 2 sowie die Ziffer 1 des § 5 Abs. 1 als verfassungswidrig aufgehoben.[4] Seit dem 1. Jänner 2019 sind auch in Österreich gleichgeschlechtliche Ehen möglich. Zugleich können sich auch verschiedengeschlechtliche Paare verpartnern.[5]